# Enrico Alfonso
Enrico Alfonso, född 1988 i Pandova, är en italiensk fotbollsmålvakt som spelar för Cremonese.

## Karriär
Alfonsos karriär började redan när han var 6 år gammal i Alte di Montecchio. Han spelade för klubben i 4 år, innan han flyttade till Montecchio Maggiore som han spelade för i en säsong när han var 10 år gammal. Efter den säsongen gick Alfonso till Chievo Veronas tonåringar. Han skickades på lån till Pizzighettone i Serie C1 på sommaren 2006.
Han tävlade med Alex Cordaz om rollen som förstemålvakt innan Cordaz till slut gick på lån till Pizzighettone. Den 27 augusti 2007 skrev Alfonso ett 5-årskontrakt med Inter. I Inter tog han över Fabian Carinis roll som fjärdemålvakt när Carini gick till Real Murcia och tog över nummer 71 som Carini tidigare ägde.

### Landslaget
Enrico Alfonso har nästan hela sin fotbollskarriär spelat i det italienska landslaget. Han började spela i deras U 15 och spelar nu i deras U 21. Den 5 september 2007, under en fyrnationscup som hölls i Lugano, spelade Alfonso hela U 20-landslagets match mot Schweiz och höll nollan hela matchen.